# Caius Sentius Regulianus

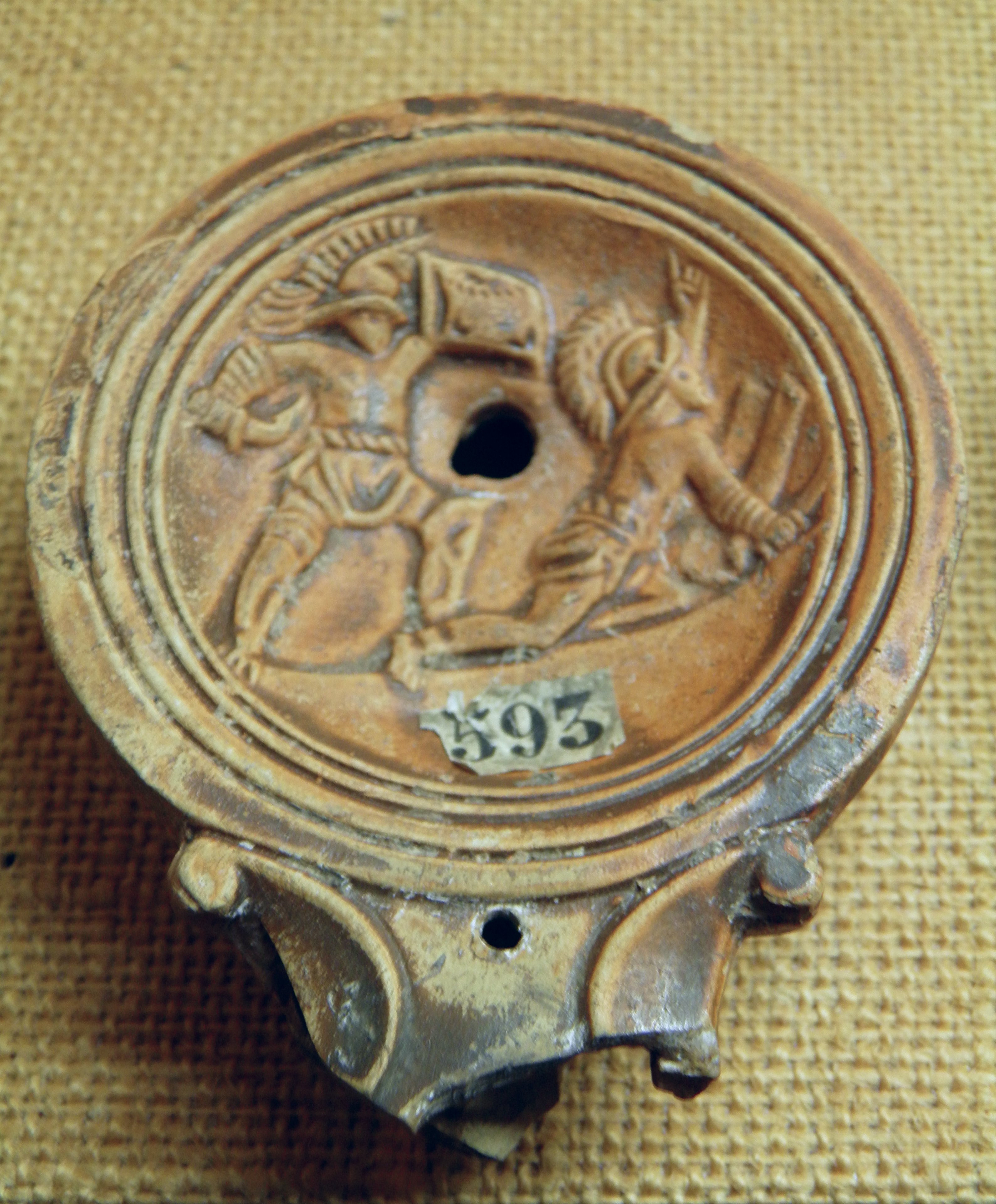
Olielamp uit het Gallo-Romeins museum van Fourvière in Lyon (Frankrijk)

Caius Sentius Regulianus (Lyon, 2e eeuw) was een gegoed handelaar en ridder in het Romeinse Rijk. Tevens was Regulianus actief als priester in de keizercultus, in het genootschap van de Seviri Augustales.

## Levensloop
Regulianus was afkomstig van een familie van oliehandelaars. Zijn familie woonde in Lyon; de familie van Regulianus verbleef in de Canabae, of buitenwijk, van het legioenkamp van Colonia Copia Claudia Augusta Lugdunum, zoals destijds de Latijnse naam van Lyon was. Zelf verhandelde Regulianus olie die afkomstig was uit Zuid-Spanje, met name uit Hispania Baetica. Hij bezat geen olijfboomgaarden maar handelde ook niet in opdracht van een rijke olijfboer daar. Regulianus verhandelde zelfstandig de olie naar Lyon en naar Rome. Hij stond aan het hoofd van een importonderneming.  Regulianus speelde daarnaast een belangrijke commerciële rol door het hoofd te zijn van de  wijnhandelaren in Gallië, met zetel in Parijs. Op zijn grafschrift staat vermeld diffusor olearius (transporteur van olie) en negotiator vinarius (wijnhandelaar).
Regulianus bezat ook een boot die de Saône afvoer en was het hoofd van de Gallische binnenschippers die over de Seine voeren.
Door zijn priesterschap en zijn fortuin verkreeg hij de titel van eques of ridder in Rome; weinig handelaars verkregen de titel van ridder. De hoofdzetel van al zijn activiteiten bleef evenwel Lyon.